# 斯潘山
82°3′S 41°21′W / 82.050°S 41.350°W
斯潘山（英語：Mount Spann）是南極洲的山峰，位於伊利沙伯女皇地，屬於阿根廷山脈中潘扎里尼山的一部分，海拔高度925米，在1956年1月13日發現和拍攝照片，現時由南極條約體系管理。